# Ajka (district)

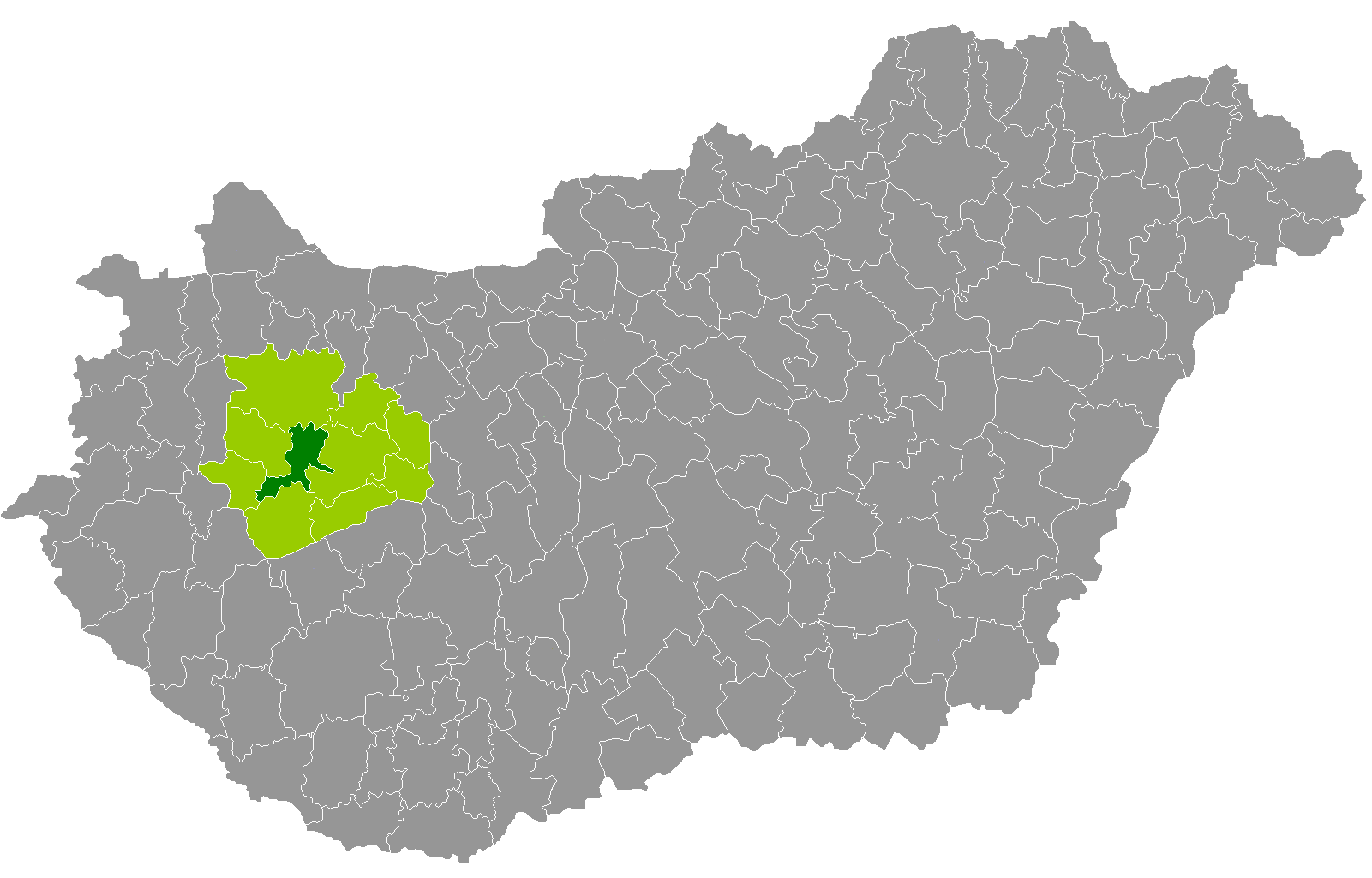
Ajkai járás

Ajka (Ajkai járás) is een district (Hongaars: járás) in de Hongaarse comitaat Veszprém.
De hoofdstad is Ajka. Het district bestaat uit één stad (Hongaars: város) en tien gemeenten (Hongaars:  községek).

## Steden
- Ajka

## Lijst van gemeenten
| - Csehbánya - Farkasgyepű - Halimba - Kislőd - Magyarpolány | - Nyirád - Öcs - Szőc - Úrkút - Városlőd |